# Championnat de Pologne de rugby à XV 2020-2021
Navigation
Championnat 2019-2020 Championnat 2021-2022
Le Championnat de Pologne de rugby à XV 2020-2021 appelé Ekstraliga, oppose les dix meilleures équipes polonaises de rugby à XV. Il débute le 15 août 2020 et s'achève par une finale disputée le 4 juillet 2021. Pendant la saison régulière, les dix équipes s'affrontent en phase aller-retour. Les deux premiers se qualifient pour la finale, tandis que les 3e et 4e s'affrontent pour la médaille de bronze. Le dixième dispute un barrage contre le champion de la seconde division.

## Les clubs de l'édition 2020-2021
Les dix équipes participant à l'Ekstraliga sont les suivantes :				
| Sopot Łódź Varsovie Siedlce Sochaczew Gdańsk Gdynia Cracovie Lublin Jarocin |

| Équipe                 | Stade                  | Ville     |
| ---------------------- | ---------------------- | --------- |
| Juvenia Kraków         |                        | Cracovie  |
| Lechia Gdańsk          |                        | Gdańsk    |
| RC Arka Gdynia         | Narodowy Stadion Rugby | Gdynia    |
| Master Pharm Łódź      |                        | Łódź      |
| Skra Warszawa          |                        | Varsovie  |
| Awenta Pogoń Siedlce   |                        | Siedlce   |
| Ogniwo Sopot           |                        | Sopot     |
| Orkan Sochaczew        |                        | Sochaczew |
| Edach Budowlani Lublin |                        | Lublin    |
| Sparta Jarocin         |                        | Jarocin   |

## Saison régulière

### Classement
| Rang | Club               | J  | V  | N | D  | Pm  | Pe  | Diff | Pts |
| ---- | ------------------ | -- | -- | - | -- | --- | --- | ---- | --- |
| 1    | Ogniwo Sopot       | 18 | 16 | 0 | 2  | 592 | 264 | +328 | 77  |
| 2    | Master Pharm Łódź  | 18 | 15 | 1 | 2  | 647 | 242 | +405 | 73  |
| 3    | Skra Warszawa      | 18 | 14 | 0 | 4  | 579 | 349 | +230 | 64  |
| 4    | Orkan Sochaczew    | 18 | 9  | 2 | 7  | 491 | 373 | +118 | 51  |
| 5    | Pogoń Siedlce      | 18 | 7  | 1 | 10 | 506 | 423 | +83  | 43  |
| 6    | Lechia Gdańsk      | 18 | 7  | 1 | 10 | 454 | 488 | -34  | 42  |
| 7    | Budowlani Lublin   | 18 | 7  | 0 | 11 | 402 | 442 | -40  | 36  |
| 8    | Juvenia Kraków     | 18 | 5  | 1 | 12 | 332 | 543 | -211 | 28  |
| 9    | Arka Gdynia        | 18 | 5  | 0 | 13 | 366 | 678 | -312 | 25  |
| 10   | Sparta Jarocin (P) | 18 | 2  | 0 | 16 | 249 | 833 | -584 | 8   |

|  | Qualifiés pour la finale (no 1, no 2).                   |
|  | Qualifiés pour le match pour la 3ème place (no 3, no 4). |
|  | Barrage de relégation (no 10).                           |
|  | P : promu 2020                                           |

Attribution des points' : victoire sur tapis vert : 5, victoire : 4, match nul : 2, défaite : 0, forfait : -2 ; plus les bonus (offensif : 4 essais marqués ; défensif : défaite par 7 points d'écart maximum).				
Règles de classement : 1. points marqués dans les matchs entre équipes concernées ; 2.différence de points ; 3. nombre de points marqués ; 4. plus petit nombre de cartons rouges ; 5. plus petit nombre de cartons jaunes; 6. tirage au sort.

### Résultats détaillés
L'équipe qui reçoit est indiquée dans la colonne de gauche.				
| Clubs            | GDA   | GDY   | JAR   | KRA   | LOD   | LUB   | SIE   | SOC   | SOP   | WAR   |
| ---------------- | ----- | ----- | ----- | ----- | ----- | ----- | ----- | ----- | ----- | ----- |
| RC Lechia Gdańsk |       | 16-15 | 33-21 | 38-5  | 21-52 | 25-0  | 33-29 | 25-19 | 24-31 | 12-13 |
| Arka Gdynia      | 25-21 |       | 55-16 | 26-47 | 22-35 | 20-38 | 27-26 | 12-32 | 24-50 | 38-17 |
| Sparta Jarocin   | 19-54 | 18-13 |       | 25-24 | 7-41  | 15-56 | 12-48 | 16-22 | 12-32 | 10-57 |
| Juvenia Cracovie | 27-26 | 17-23 | 44-24 |       | 10-47 | 17-20 | 21-19 | 27-27 | 3-27  | 29-45 |
| Rugby Łódź       | 44-17 | 83-7  | 76-7  | 39-10 |       | 34-10 | 49-10 | 21-6  | 10-20 | 27-16 |
| Budowlani Lublin | 20-18 | 47-34 | 44-10 | 6-12  | 7-16  |       | 20-14 | 13-39 | 10-26 | 17-19 |
| Pogoń Siedlce    | 29-13 | 42-8  | 71-10 | 33-12 | 18-18 | 24-17 |       | 10-34 | 17-18 | 27-31 |
| Orkan Sochaczew  | 29-29 | 66-0  | 48-7  | 27-5  | 7-26  | 37-31 | 27-48 |       | 34-17 | 15-31 |
| Ogniwo Sopot     | 52-27 | 40-10 | 70-0  | 52-7  | 10-16 | 34-14 | 46-21 | 26-5  |       | 23-20 |
| Skra Warszawa    | 29-9  | 67-7  | 45-20 | 39-15 | 37-13 | 48-32 | 27-20 | 29-17 | 9-18  |       |

|  | Victoire |  | Match nul |  | Défaite |

## Phase finale

### Finale
| 4 juillet 2021 | MKS Ogniwo Sopot                                                                                                  | 19-15 (13-6) | Master Pharm Rugby Łódź                                 | Stadion Miejski im. Edwarda Hodury, Sopot Arbitre : Łukasz Jasiński |
| 4 juillet 2021 | Essai(s) : 1 Olszewski Transformation(s) : 1 Piotrowicz Pénalité(s) : 4 Piotrowicz Carton(s) jaune(s) : 1 Wilczuk | Rapport      | Pénalité(s) : 5 Kępa Carton(s) jaune(s) : 1 Pogorzelski | Stadion Miejski im. Edwarda Hodury, Sopot Arbitre : Łukasz Jasiński |
| 4 juillet 2021 | | Rapport      |                                                         | Stadion Miejski im. Edwarda Hodury, Sopot Arbitre : Łukasz Jasiński |

| Titulaires · Roman Zhuk 15 · Robert Olszewski 14 · Dwayne Burrows 12 · Wiaan Griebenow 19 · Oleksandr Czasowski 11 · Wojciech Piotrowicz 10 · Mateusz Plichta 9 · Piotr Zeszutek 8 · Adam Piotrowski 6 · Władysław Grabowski 7 · Jan Mroziński 5 · Irakli Tsivtsivadze 33 · Radosław Bysewski 3 · Jakub Burek 2 · Thomas Fidler 31 · Remplaçants · Marek Zając 16 · Marcin Wilczuk 1 · Dmytro Mokretsov 18 · Wiktor Wilczuk 34 · Stanisław Niedźwiecki 20 · Kacper Drewczyński 21 · Mateusz Mrowca 13 · Paul Walters 23 · |  | Titulaires 15 Krystian Pogorzelski 14 Damian Wlaźlak 13 Przemysław Dobijański 24 Adrian Seerane 55 Paweł Urbaniak 10 Michał Kępa 9 Dawid Plichta 8 Michał Mirosz 7 Krzysztof Justyński 11 Paweł Kotasa 5 Oleksandr Shevchenko 4 Piotr Karpiński 3 Toma Mchedlidze 2 Cezary Plesiński 1 Vitalii Kramarenko Remplaçants 16 David Nibladze 17 Tevita Soafa Fakasiia 18 Robert Kacprowicz 19 Grzegorz Dułka 33 Maciej Orłowski 21 Przemysław Serafin 22 Kamil Brzozowski 23 Roy Lolesio |

### 3eplace
| 3 juillet 2021 | OKS Skra Warszawa              | 0-17 (0-10) | RC Orkan Sochaczew                                                                                               | Stadion Bemowo, Varsovie |
| 3 juillet 2021 | Carton(s) jaune(s) : 1 Majcher | Rapport     | Essai(s) : 3 Steenkamp, Fursenko, Pętlak Transformation(s) : 1 Steenkamp Carton(s) jaune(s) : 2 Rakowski, Szwarc | Stadion Bemowo, Varsovie |
| 3 juillet 2021 |                                | Rapport     | | Stadion Bemowo, Varsovie |

### Barrage de promotion/relégation
| 4 juillet 2021 | RK Sparta Jarocin        | 3-17 (3-10) | KS Posnania Poznań                                                   | Stadion Miejski, Jarocin |
| 4 juillet 2021 | Pénalité(s) : 1 Włodarek | Rapport     | Essai(s) : 3 Hebda, Canizales, Najdul Transformation(s) : 1 Dębiński | Stadion Miejski, Jarocin |
| 4 juillet 2021 |                          | Rapport     |                                                                      | Stadion Miejski, Jarocin |